# Château du Port (Grez-Neuville)
Le château du Port est situé sur la rive gauche de la Mayenne, rue du Port à Grez-Neuville dans le département de Maine-et-Loire, en France.

## Histoire
En 1720, le seigneur du Port est François de la Porte, avocat à Angers, le château restera associé à sa famille pendant près de deux siècles. Puis il appartient à la famille Verdier de la Miltière. Gustave Bucher de Chauvigné, en hérite de sa mère Marie Verdier de la Miltière au XIXe siècle, à cette période le château subit des modifications.
Une remise date du XVIIIe siècle et une étable à vaches du XIXe siècle. La propriété est acquise par la commune de Grez-Neuville pour y installer la mairie en 1953.

## Propriétaires successifs
- 1662 - François de la Porte (1692-1777) - Avocat
- 1748 - Marie-René François Verdier de la Miltière[2] - époux de Marie de la Porte, conseiller au présidial d'Angers, auditeur à la cour des comptes de Bretagne à Nantes.
- 1801 à 1803 - Auguste- François Bucher de Chauvigné, époux de Marie Verdier de la Miltière.
- 1838 - Gustave Bucher de Chauvigné  (1802-1866), maire de Grez-Neuville et député de Maine-et-Loire.
- 1866 - Anselme Bucher de Chauvigné  (1834-1910).
- 1867 - Mme Boutier, née Bessonneau[4].
- 1945 - Héritiers famille Boutier[4].
- 1953 - Proprieté vendue à la commune de Grez-Neuville pour 50 Francs, après vente sur licitation[4]judiciaire, à l'initiative du maire le vicomte Jacques de la Grandière (1883-1966)[5].

## Sources
- Dictionnaire historique Célestin Port
- Région Pays de la Loire - Inventaire général - Conseil général de Maine-et-Loire - Service de l'Inventaire du patrimoine

## Galerie

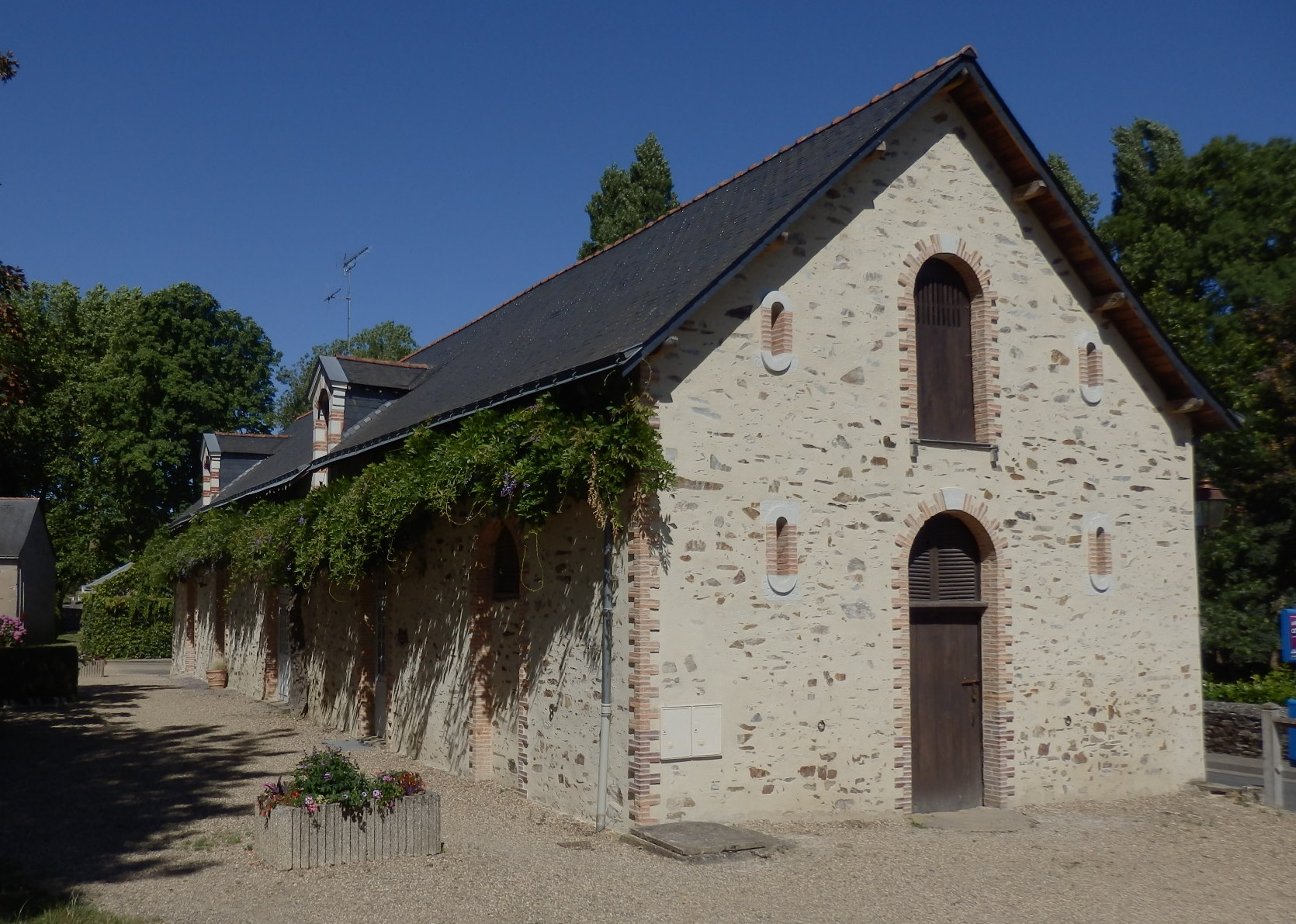
Ancienne étable à vaches du XIXe siècle - Château du Port - Grez-Neuville
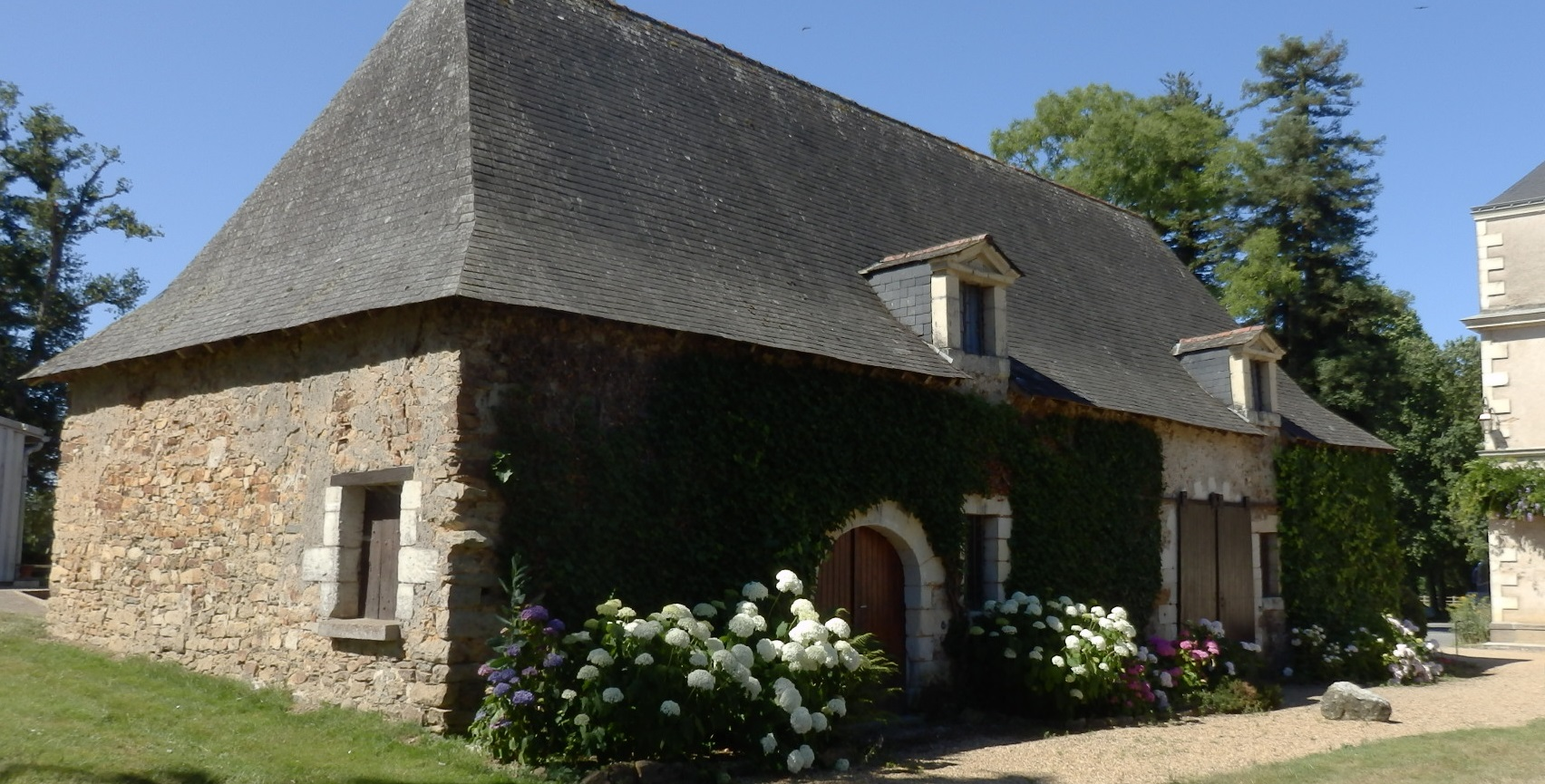
Ancienne remise du XVIIIe siècle - Château du Port - Grez-Neuville